# Témoignage (peinture)
Pour les articles homonymes, voir Témoignage (homonymie).
Témoignage, bien qu’il soit qualifié de groupe, fut avant tout une réunion spontanée de différents artistes (au total une quinzaine) : peintres (Jean Bertholle, René-Maria Burlet, Jean Le Moal, Lucien Beyer, Claude Idoux), sculpteurs (Étienne Martin, François Stahly), poètes (Jean Duraz) et musiciens (Jacques Porte, César Geoffray). Né de l’initiative de Marcel Michaud (1898-1958), figure de la scène artistique lyonnaise, Témoignage voit le jour en 1936 et son activité sera brève, la Seconde Guerre mondiale mettant fin à l’initiative.

## Marcel Michaud
Issu d'une famille modeste, Marcel Michaud se préoccupe des différences sociales et crée avec Georges Navel, l'Université populaire. D'une sensibilité anarchiste, il est un homme engagé qui publie entre 1927 et 1934 de nombreux articles dans L'Effort, journal hebdomadaire qui se définit comme un organe de défense des travailleurs. Collaborateur permanent, Michaud endosse le rôle de critique et tente ainsi de sensibiliser le monde ouvrier au domaine de la culture dans sa forme la plus variée et la plus actuelle au sein d'une ville où domine l'esprit petit bourgeois.
« C'est un Lyonnais de souche, qui s'est « fait tout seul », mène de front des activités syndicales, une collaboration à des publications d'extrême-gauche, crée une université populaire, rencontre le docteur Émile Malespine, lui-même correspondant très actif à Lyon des activités dada et surréalistes, qui publie la revue Manomètre. Marcel Michaud tisse peu à peu sa toile, multiplie les rencontres (Germaine Dulac, Marianne Oswald, Blaise Cendrars, Albert Gleizes, Étienne Martin, Moholy-Nagy, Le Corbusier, René Daumal, les frères Édouard et Pierre Loeb, Yvonne et Christian Zervos, Kahnweiler, Ernst, Picasso et René Char », résume Jean-Jacques Lévêque.
Attentif à l'avant-garde, Michaud s'intéresse rapidement à l'architecture et au mobilier moderne. Il cristallise ses choix esthétiques par l'ouverture, en 1934, d'un magasin de meubles modernes, Stylclair. Ami de Marcel Breuer, Michaud a beaucoup de relations avec la Suisse allemande. Du Bauhaus à De Stijl, différents noms retiennent son attention comme ceux de Walter Gropius ou encore de Max Bill. En 1935, il découvre Alvar Aalto qu'il exposera aux côtés de Breuer, Le Corbusier ou encore Jeannette Perriand, le tout dans un environnement de toiles de Picasso, Max Ernst ou Henri Matisse. Parallèlement, il manifeste un intérêt marqué pour l'artisanat et le folklore; double sensibilité qui se confirmera dans la galerie Folklore. Dans la continuité de Stylclair, Folklore ouvre ses portes en 1937. Il diversifie alors davantage sa sélection mêlant les courants les plus divers avec un fonds d'art populaire et d'œuvres artisanales : poteries, tapisseries, verreries, ordinairement classées comme mineures. 
Les années 1930 signent donc le commencement d'un véritable engagement esthétique pour Michaud et c'est dans cet esprit là qu'est créé, en 1936, Témoignage, « association par affinité d'inquiétude et non de certitude ».

## Les expositions deTémoignage

### Origine
Entre avril et juin 1936, Marcel Michaud essaie d'organiser une exposition surréaliste au Salon d'automne de Lyon. Il la prépare avec Christian Zervos et Max Ernst. Ce projet n'aboutit pas mais forme le noyau initial de ce qui devient par la suite le groupe Témoignage.

### Les membres

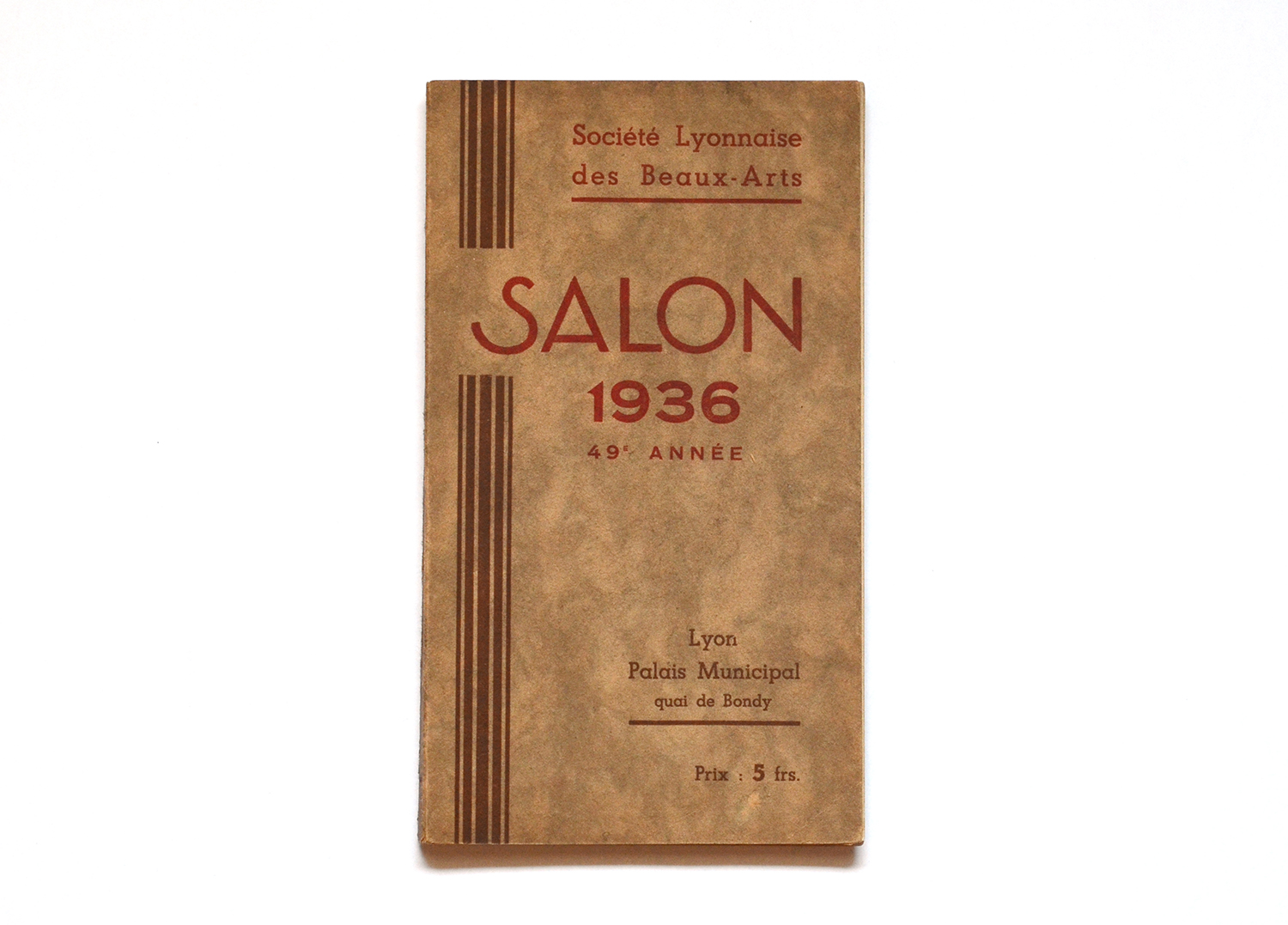
Catalogue du Salon d'automne de Lyon de 1936

« La liste des noms régulièrement associés aux premières expositions permet de dégager un « tronc commun », le noyau des artistes de Témoignage, confirmé par la liste des membres du comité de rédaction de la revue Le Poids du Monde. L'essentiel du groupe se compose ainsi de treize personnes : Jean Bertholle, Lucien Beyer, René-Maria Burlet, Jean Duraz, César Geoffray, Jean Le Moal, Étienne Martin, Marcel Michaud, Jacques Porte, François Stahly, Louis Thomas, Dimitri Varbanesco», écrit Bernard Gavoty.
Le groupe ne prend le nom de Témoignage qu'après sa première manifestation publique : sa participation, obtenue grâce au peintre Louis Thomas, au très conventionnel salon d'automne de 1936. Se trouvent ainsi réunies des œuvres, notamment, des peintres Jean Bertholle (1909-1996) qui signe alors Aléric, Bissière, René-Maria Burlet, Charlotte Henschel (1898-1985), Kieffer, Jean Le Moal (1909-2007), Camille Niogret (1910-2009), Jean Silvant, Louis Thomas, Nicolas Wacker (1897-1976) et du sculpteur Étienne-Martin (1913-1995). 
En juin 1937 sept artistes du groupe, dont Bertholle, Le Moal et Varbanesco, exposent à Grenoble en juin, dans le magasin de l'Équipement de la maison. Lors du vernissage sont données des œuvres musicales de Jacques Porte et César Geoffray, et sont lus des poèmes de Michaud et de Jean Duraz. Le groupe expose ensuite de nouveau au Salon d'automne de Lyon.

### Les expositions
Une première exposition de Témoignage à Paris a lieu en mai et juin 1938 au 9 rue des Canettes à la galerie Matières de René Breteau à qui Lucien Beyer a fait rencontrer les jeunes peintres parisiens du groupe dans l'atelier d'Étienne Martin (peintures de Bertholle, Lucien Beyer, Charlotte Henschel, Jeanneret, Le Moal, Manessier (1911-1993), Thomas, Dimitri Varbanesco, Vielfaur, Nicolas Wacker et Zelman (1905-1945), sculptures de Klinger, Étienne-Martin, François Stahly (1911-2006), objets d'artisanat de Paul Beyer, Anne Dangar, Marcel Duchamp, Claude Stahly-Favre, Lucie Deveyle, Étienne Noël, Véra Pagava (1907-1988), Talboutier, Verhuven, musique de César Geoffray, poèmes de Michaud et Jean Duraz). Burlet et Silvant ne participant pas à la manifestation, des dissensions apparaissent parmi les artistes entre ceux qui se sont installés à Paris et ceux qui sont demeurés à Lyon. L'exposition rencontre un grand succès. « Picasso y vint un jour avec Dora Maar et se montra particulièrement intéressé », se souviendra Bertholle. La même année Témoignage expose ensuite au Salon d'automne de Lyon puis en décembre à l'atelier Burlet-Minotaure à Lyon.

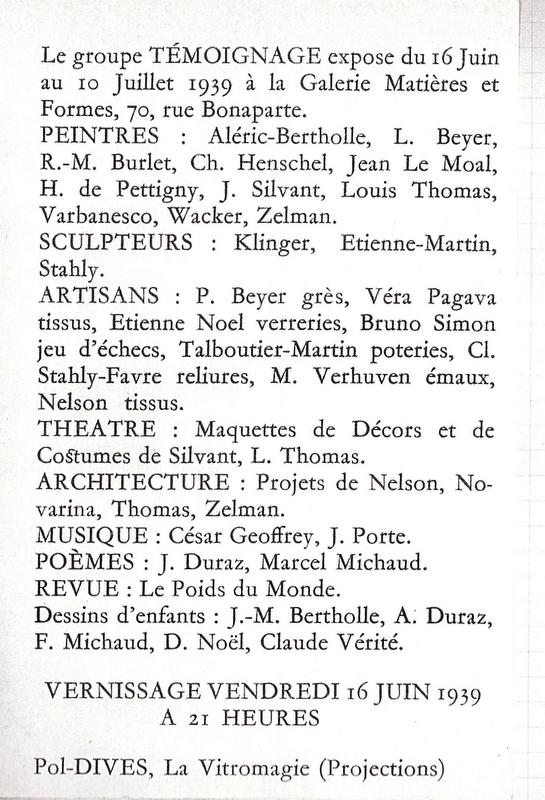
Invitation de l'exposition Témoignage à Paris, 1939

En juin et juillet 1939 René Breteau présente à nouveau Témoignage à Paris dans sa nouvelle galerie Matières et formes, rue Bonaparte, les peintres René-Maria Burlet, Hector de Pétigny et Joseph Silvant se substituant à Manessier et Vielfaur (peintures de Bertholle, Lucien Beyer, René-Maria Burlet, Henschel, Le Moal, H. de Pétigny, Silvant, Thomas, Varbanesco, Wacker, Zelman ; sculptures de Klinger, Étienne-Martin, Stahly ; objets d'artisanat de Paul Beyer, Vera Pagava, Étienne Noël, Bruno Simon, Talboutier-Martin, Claude Stalhy-Favre, Verhuven, Nelson ; maquettes de décors et de costumes de Silvant et Thomas ; projets d'architecture de Nelson, Novarina, Thomas, Zelman ; musique de César Geoffray et Jacques Porte ; poèmes de Jean Duraz et Marcel Michaud ; revue « Le Poids du Monde » ; dessins d'enfants de Jean-Marie Bertholle, Albert Duraz, Françoise Michaud, D. Noël et Claude Vérité ; projections de Pol Dives). 
Dispersé par la guerre, le groupe est exposé à Lyon en novembre et décembre 1940 dans la galerie Folklore qu'ouvre Michaud (peintures de Marcel Avril, père d'Armand Avril), Bertholle, Beyer, Burlet, Lucien Chardon, Albert Gleizes, Le Moal, Niogret, Robert Pernin, Thomas, sculptures d'Étienne Martin, Georges Salendre, François Stahly). Par la suite Marcel Michaud présente en 1941, 1942, 1943 et 1947 des expositions sous le signe de Témoignage, en substituant de nouveaux artistes au groupe fondateur.

## La revueLe poids du monde
Dès le début de l’aventure de Témoignage, l’idée d’une revue est envisagée.  René Maria Burlet relate cet événement : « Le 22 décembre 1936, un groupe d’hommes jeunes se rencontrent en un point du globe et joignent leurs cœurs à Lyon. De là naît, le 22 décembre 1936 à 0h27, un élan qui bondira dans l’art : littérature / musique / peinture / sculpture, ésotérisme, etc. Le Poids du monde porte sur les sensibles s’efforcera 12 fois l’an d’être un pont entre tous les hommes et un pont neuf.».
Initialement prévue comme mensuelle, la revue ne comptera que quatre numéros. De petit format, (20 × 15 cm environ) les numéros 1, 2 et 4 sont imprimés. Le numéro 3 est en revanche ronéotypé. Le premier numéro voit le jour le 28 avril 1937, il est tiré à 400 exemplaires, vendu pour 6 francs et comporte 40 pages. Le second date du 14 mars 1939 et n’est tiré qu’à 300 exemplaires de 47 pages. Le troisième sort le 31 mai 1939 à 250 exemplaires et ne comprend que 12 pages. Il nous informe d’ailleurs que le second numéro s’est écoulé de manière très rapide et que l’on peut dès lors réserver le numéro 4 qui sera consacré aux mystiques provinciaux qui ont sauvé l’honneur du XIXe siècle. Ils sont alors vendus pour 5 francs. 
Le comité de rédaction est composé de 14 personnes (Arquier, Bertholle, Beyer, Burlet, Geoffray, In Albon, Kieffer, Le Moal, Étienne-Martin, Michaud, Porte, Raymond, Silvant et Thomas) ayant tous de manière directe des liens avec Témoignage, soit en tant que protagonistes, soit en tant qu’intervenants spontanés. 
La revue fonctionne comme un tout cohérent, le lien étant maintenu par une pagination continue. Ainsi le second numéro commence à la page quarante et un pour finir à la quatre-vingt huitième tandis que le troisième numéro commence à la quatre-vingt neuvième. Seul le quatrième numéro est isolé. 	
Abordant des sujets variés comme la danse, le théâtre, la musique, la peinture, la sculpture ou encore la poésie, la revue mêle textes et reproductions d'œuvres. À chaque début de numéro se trouve un sommaire révélateur des problématiques chères au groupement.

## Thématiques abordées
Témoignage, par la diversité et l'interactivité qui le caractérise, fut un groupe en marge. Ne voulant pas répondre à une ligne de conduite stricte mais souhaitant, au contraire, accueillir toute proposition, il participait à la fois d’une volonté de renouveler la vie artistique et intellectuelle provinciale « à tel point viciée qu’elle asphyxie dans l’œuf » mais aussi à mettre en place une certaine « renaissance artistique » en faisant de la création, quelle qu’elle soit, le lieu de réhabilitation de certaines valeurs humaines disséminées par le temps. Témoignage signe un retour vers l’esprit le but étant de réinjecter à l’art la spiritualité perdue. 
Le « poids du monde » sous lequel Michaud se sent crouler est d’abord dû à un enclavement provincial qui fait que l’artiste « meurt lentement d’asphyxie bourgeoise, enlisé sous l’inattention et les sarcasmes ». 
Il y avait en effet à cette époque un fort décalage entre la capitale et la province. Le public lyonnais est hostile et vit encore dans la perte des grandes figures du XIXe siècle. On se contente « sinon de formules académiques, c’est-à-dire d’expressions déjà consacrées, du moins d’œuvres éclectiques conformes à un goût moyen ». Déjà Témoignage se propose de lutter contre ce dénigrement.
A échelle plus vaste, le poids du monde se trouve aussi dans l’avènement du capitalisme qui rime avec machinisme et exploitation de l’Homme par l’Homme. Témoignage s’engage à contre-courant. Michaud parle du « témoignage d’un effort, d’une lutte contre le lieu commun, contre la mode, en marge autant que possible (…). Témoignage d’indépendance et de poésie sans souci de réussite ».
Cherchant à créer une solidarité nouvelle, Témoignage se propose d'établir de nouvelles passerelles entre les disciplines, entre les cultures et religions, entre les Hommes; diversité qui sera aussi la cause, outre la seconde guerre mondiale, de l'éclatement du groupement.

## Réception critique
Le dépouillement de la presse locale de l'époque est révélateur d'une incompréhension de la part des critiques. Bénéficiant d'une large audience, le quotidien Le Progrès est le premier à mettre en place une sorte de dénigrement face au groupement. Le 4 octobre 1936 dans un article sur le Salon d'Automne, les toiles de Le Moal, Bertholle ainsi que les sculptures d'Étienne-Martin sont considérées comme « d'hallucinante[s] fantaisie[s] ». Un an plus tard, pour la même occasion, on parle des recherches menées par Témoignage comme des « fruits curieux ». Sur le mode de la dérision, les critiques minimisent ainsi l'impact et l'importance de Témoignage. 
Plus souvent encore, on le retrouve confondu à d'autres mouvements d'avant-gardes. Si les artistes de Témoignage ont profité des leçons cubistes pour la construction plastique de certaines de leurs œuvres, le surréalisme a également retenu leur attention au point qu'ils furent parfois absorbés par ce mouvement. « On a prononcé sans mesure, à propos de ce groupe, le mot « surréalisme ». Les œuvres exposées ici sont, en effet, l'expression d'aventures, pour ne pas dire de drames, personnelles. Leurs auteurs, évidemment, ont profité des leçons cubistes pour ce qui est de la construction et du souffle véhément, poétique, de l'apport surréaliste. Mais je crois faux de les classer d'emblée dans une école. », précise cependant Michaud en octobre 1936 dans Lyon républicain. 
La tendance de certains auteurs à assimiler Témoignage aux surréalistes est importante. Déjà au Salon d'Automne de 1936, les critiques évoquent « la section spéciale de jeunes surréalistes » en parlant de Témoignage. L'erreur se confirme dans le périodique hebdomadaire La Vie Lyonnaise où Charles Bobenrieth parle de l'exposition d'art surréaliste au Salon d'Automne et on reconnaît clairement sur la photographie qui accompagne l'article une œuvre d'Étienne-Martin, La Sauterelle. Aucun doute possible donc quant au sujet de son article, il s'agit bien de Témoignage qui, selon lui, rend le Salon d'Automne « infiniment plus divertissant qu'un Salon d'Humoristes ». Véritable « fantaisie », il déplore que cet art « incompréhensible » soit soumis au jugement du public et parle même des artistes comme des « tortionnaires ». 
La réception post historique se montre beaucoup plus favorable. L'exposition de 1976 Groupe Témoignage 1936-1943 au musée des Beaux-arts de Lyon fut un élément déclencheur dans la mise en place d'une certaine reconnaissance. Deux noms sont à retenir pour la contribution apportée à l'édification d'un nouveau regard. Il s'agit de Jean-Jacques Lerrant du Progrès et René Déroudille. 
Secrétaire de rédaction pour la revue Confluences, Lerrant écrit en 1976 dans Le quotidien de Paris un article intitulé À Lyon, témoignage pour la liberté. Offrant là une plus large audience aux artistes de Témoignage, il s'emploie à démontrer l'esprit libertaire de ce « regroupement d'Hommes ». Dans le quotidien Le Progrès, il commente l'exposition du musée des Beaux-arts tentant de saisir, au travers de la singularité des différents artistes présentés, le lien qui les unit tous, selon lui « le retour à l'esprit ». « Réunissant peintres, sculpteurs, poètes, musiciens dans une nébuleuse spiritualiste - un mélange d'anarcho-syndicalisme, de revendication prolétarienne, de mysticisme chrétien, d'ésotérisme de lecteurs de la kabbale -, il se formule, néanmoins, assez clairement, dans les arts plastiques, comme un essai de synthèse entre le cubisme et le surréalisme. », écrira encore Jean-Jacques Lerrant dans Le Monde en 1989.
Autre figure importante dans ce processus de réhabilitation, René Déroudille qui suivit de près l'aventure. Proche de Michaud mais également d'autres artistes comme Thomas ou Burlet, il rédigea aux alentours de 1976 de nombreux articles sur Témoignage dans le quotidien Dernière heure lyonnaise ainsi que dans le périodique Le Tout Lyon - Moniteur judiciaire. Luttant avec ferveur contre le provincialisme, il met un point d'honneur sur l'initiative de Témoignage dont il souligne l'originalité et la force. 
Deux temps se profilent donc dans la réception critique. Quarante années ont dû s'écouler pour que s'estompent le sentiment d'étrangeté et surtout l'incompréhension qui dominaient à l'époque.

## Collections publiques
Les musées de Lyon et de Saint-Étienne conservent plusieurs œuvres acquises auprès de Michaud. Des œuvres de plusieurs peintres ayant appartenu au groupe Témoignage sont plus particulièrement conservées au musée des beaux-arts de Lyon, notamment de Bertholle (La Spirale, 1939 ; Corsaire, 1952 ; Composition, 1953), Le Moal (Personnage assis, 1936 ; Composition à l'as de cœur, 1938 ; Objets, 1950 ; Composition picassique, 1955) Manessier (La Jeune Musicienne, 1943 ; Angelus domini, 1947) et Étienne Martin (La Sauterelle, 1933). 
Le musée des beaux-arts de Lyon a présenté l'exposition Le Poids du monde. Marcel Michaud (1898-1958) du 22 octobre 2011 au 23 janvier 2012.
Le musée Paul-Dini à Villefranche-sur-Saône possède  une salle entièrement dédiée à Michaud et les artistes associés.